# Tini Titánok és Tini Szuperhősök: Káosz a multiverzumban
A Tini Titánok és Tini Szuperhősök: Káosz a multiverzumban (eredeti cím: Teen Titans Go! & DC Super Hero Girls: Mayhem in the Multiverse) 2022-ben bemutatott amerikai 2D-s számítógépes animációs szuperhősfilm, amelyet Matt Peters és Katie Rice rendezett.
Amerikában 2022. május 14-én jelent meg DVD-n, míg Magyarországon 2024. január 3-án mutatta be az HBO Max.

## Cselekmény
A Tini titánok, harcra fel! dimenziójában a Tini Titánok éppen az új tévéjüket szerelték be, amikor Gézengúz egy furcsa kristályt talál a padlón, és a polcra helyezi, könyvtámaszként használva azt, amikor ekkor megérkezik A Távírányító ura, aki bejelenti a Tini Titánoknak, hogy új szuperhősös crossoverük lesz. Ezért mindannyian úgy döntenek, hogy megnézik a filmet.
Máshol a Multiverzumban, a DC Super Hero Girls dimenziójában a Szuperhőslányok ellenségeikkel harcolnak, a Szupergonoszlányokkal, akiknek sikerül elmenekülniük egy mögöttük megnyílt portálon keresztül. A lányok nyomoznak, és rájönnek, hogy az események láncolata Cythonnához, a Sötétség, Pestis és Szenvedés kriptoni istennőjéhez kapcsolódik, akit sok évvel ezelőtt a bátyja, Rao egy amulettbe zárt és az űrbe száműzött.
Az amulettet azonban Lex Luthor megtalálta, és arra használta, hogy megmentse Metropolis gonosztevőit, és megalakítsa a Végzet Légióját, hogy a Fantom Zónába zárva megszabaduljon a szuperhősöktől. Az immár megalakult csapat pusztítást végez Metropolisban, hogy előcsalogassa a hősöket, és bezárja őket. A hősnőkből álló csapat a parkban gyülekezik, és egy furcsa rúnát találnak, amire Cythonna neve van felírva. Mivel kriptoni eredetű nyomról van szó, Supergirl az unokatestvéréhez, Clarkhoz megy, hogy lefordítsa. Clark azonban figyelmen kívül hagyja őt, mert azt hiszi, hogy Cythonna csak egy legenda, de figyelmezteti az Igazság Ligáját, hogy a lány tud a Fantom Zónáról.
A lányok a Magány Erődjébe indulnak, hogy információt keressenek Cythonnáról és az amulettjéről. De szembekerülnek a Superman-robotokkal, majd az igazi Supermannel és az Igazság Ligájával. A lányok nem hajlandóak feladni, és harcolnak a Ligával, mígnem Wonder Woman leállítja a harcot, és átadja a kristályokat Supermannek, aki úgy dönt, hogy a lányok nemtetszésére a Liga kezében hagyja a mentőakciót. Batgirl azonban titokban ellopta a kristályokat, a szükséges információkkal együtt. Eközben Wonder Woman titkos hívást kap Batmantől, aki arra kéri, hogy találkozzanak a Daily Planetben, ahol Superman és ő közlik vele, hogy csatlakozzon hozzájuk, hogy megállítsák Luthort és a Légiót.
Visszatérve a bázisra, Supergirl és barátai a nagybátyja, Jor-El üzenetét figyelik, aki a fiának adott egy üzenetet Cythonna amulettjéről; és a lányok felfedezik, hogy az a Sötétség Istennőjének esszenciáját tartalmazza, és azt tervezi, hogy a gonoszok lelkéből táplálkozva kiszabadul a börtönéből, egy kriptoni edényt használ, és az univerzumot a saját uralma alá vonja. Feltételezve, hogy Cythonna irányítja Luthort, és nem fordítva, a lányok arra a következtetésre jutnak, hogy a Liga alábecsülte a valódi ellenséget, akivel szemben állnak, és megpróbálják felhívni Wonder Womant, hogy figyelmeztessék, de ő nem válaszol.
Lex Luthor tovább készíti tervét, hogy a világ feletti uralmat magának követelje, de Cythonna irányítja őt. Ahogy az amulett kristálya lassan összetörik, ő egyre erősebbé válik. A Liga a Végzet Légiójának bázisára indul, és támadásra készül, hogy megmentse a csapdába esett hősöket. A Liga szembeszáll a Légió tagjaival, de kiderül, hogy azok hologramok. Superman egy kriptonitos dobozba van bezárva, a Liga többi tagja pedig a Fantom Zónában reked, így csak Wonder Woman marad. Meglepő módon Harley Quinn titokban segít neki megszökni a Végzet Csarnokából. A lányok összevesznek Wonder Woman döntései miatt, és feloszlatják a csapatot. Bűntudatból Wonder Woman visszatér régi otthonába, Themyscira-ra.
Lex bejelenti a világnak, hogy átveszik a hatalmat a világ felett. Luthor bejelentését hallva Bumblebee vészhívást küld barátainak, hogy találkozzanak a roncstelepen, ahol arra biztatja őket, hogy ismét fogjanak össze, hogy megmentsék a világot és legyőzzék a Végzet Légióját. A maga részéről Harleen (aki kilépett a Légióból és újra egyesült Batgirl-lel) visszavonul, és hátrahagyja a lányokat, azt állítva, hogy nem érdekli a világ megmentése.
A lányok elmennek Themyscira, kibékülnek Wonder Womannel, és mindannyian visszatérnek Metropolisba. Mivel nincs más választásuk, az ENSZ átadja a világot a Végzet Légiójának, és az összes gonosztevő ünnepli a győzelmét. Cythonna, aki azt tervezi, hogy Supergirlt használja fel új gazdatestként, Supermant csalinak használja, hogy előcsalogassa, és sikerül csapdába csalnia. A többi szuperhőslány Zatanna sötét mágiájának segítségével próbál eljutni a Fantomzónába, ami véletlenül a TT dimenzióban köt ki, ahol találkoznak a Tini Titánokkal.
A TT univerzumban a Tini Titánok segítenek a Tini Szuperhősöknek megjavítani Bumblebee számítógépét, és megadják a szükséges forrásokat, hogy visszatérhessenek az univerzumukba, Zatanna pedig bátorító szavakat kap Raventől, amelyek segítenek neki elfogadni sötét lényét. Zatanna elszállítja magát és a csapatot, és visszatérnek az univerzumukba a Fantomzóna felé tartva.
A Szuperhőslányok megérkeznek a Fantomzónába, és megmentik barátaikat, miközben Cythonna kiszabadul a széttört amulettből. A Végzet Légiója harcol a lányokkal, az Invinci-Bros és az Igazság Ligája ellen, de legyőzik őket. Supergirl úgy tesz, mintha megadná magát Cythonnának, és hagyja, hogy megszállja őt, de a lányok legyőzik. Supergirl elővesz egy kristályt, és bezárja Cythonnát a kristály belsejébe, így kiszabadul, és Zatannával együtt száműzi Cythonnát az univerzumából. A lányok a megreformált Harley Quinn-nel együtt ünnepelnek a Sweet Justice-ban.
A Tini Titánok csalódottak, hogy nem a lányokkal kalandoztak, pedig A Távírányító ura azt mondta nekik, hogy fontos szerepet játszanak a történet végén. De meglepetésükre Cythonna megszállta A Távírányító urát, hogy újra visszaszerezze a kristályt. A Tini Titánok azonban meghiúsítják az univerzumuk elpusztítására tett kísérletét, és Raven ismét teljesen legyőzi és száműzi, így végül a Szuperbarátok dimenziójában ragad. A Szuperbarátok azt tervezik, hogy visszaküldik a kristályt, de egy pillantást vetnek a Tini Titánokra, akik a távirányítóért harcolnak, és úgy döntenek, hogy nem teszik.

## Szereplők
| Szerep                     | Eredeti hang       | Magyar hang         |
| -------------------------- | ------------------ | ------------------- |
| Dongó                      | Kimberly Brooks    | Berkes Boglárka     |
| Gézengúz                   | Greg Cipes         | Szalay Csongor      |
| Batman                     | Keith Ferguson     | Welker Gábor        |
| Lex Luthor                 | Will Friedle       | Hamvas Dániel       |
| Aquaman                    | Will Friedle       | Varga Rókus         |
| Wonder Woman               | Grey DeLisle       | Horváth Lili        |
| Giganta                    | Grey DeLisle       | Sági Tímea          |
| Flash                      | Phil LaMarr        | Szabó Máté          |
| Sólyomember                | Phil LaMarr        | Stern Dániel        |
| John Stewart / Zöld Lámpás | Phil LaMarr        | Vatamány Atanáz     |
| Robin                      | Scott Menville     | Előd Botond         |
| Superman                   | Max Mittelman      | Szatory Dávid       |
| Garth                      | Jessica McKenna    | Kovács András Bátor |
| Cyborg                     | Khary Payton       | Dózsa Zoltán        |
| Narrátor                   | Khary Payton       | Kosznovszky Márton  |
| A Távírányító ura          | Alexander Polinsky | Hannus Zoltán       |
| Cythonna                   | Missi Pyle         | Ruttkay Laura       |
| Kormányszóvívő             | Missi Pyle         | Ténai Petra         |
| Hal Jordan / Zöld Lámpás   | Jason Spisak       | Hujber Ferenc       |
| Batgirl                    | Tara Strong        | Pálmai Anna         |
| Raven                      | Tara Strong        | Nemes Takách Kata   |
| Harley Quinn               | Tara Strong        | Peller Mariann      |
| Supergirl                  | Nicole Sullivan    | Gáspár Kata         |
| Macskanő                   | Cree Summer        | Dobó Enikő          |
| Hippolité                  | Cree Summer        | Tóth Enikő          |
| Jor-El                     | Fred Tatasciore    | Rosta Sándor        |
| Solomon Grundy             | Fred Tatasciore    | Törköly Levente     |
| Jessica Cruz / Zöld Lámpás | Myrna Velasco      | Bogdányi Titanilla  |
| Zatanna                    | Kari Wahlgren      | Farkasházi Réka     |
| Csillagzafír               | Kari Wahlgren      | Gulás Fanni         |
| Csillagfény                | Hynden Walch       | Csuha Bori          |

### Magyar változat
- Magyar szöveg: Imri László
- Hangmérnök: Jacsó Bence
- Vágó: Sári-Szemerédi Gabriella
- Gyártásvezető: Fehér József
- Szinkronrendező: Nikas Dániel
- Produkciós vezető: Várkonyi Kriszta

A szinkront a Mafilm Audio Kft. készítette el.

## A film készítése
A filmet 2021 októberében jelentették be a DC FanDome-on.